# Schefflerodendron
Schefflerodendron es un género de plantas con flores  perteneciente a la familia Fabaceae. Comprende 5 especies descritas y de estas, solo 4 aceptadas.

## Taxonomía
El género fue descrito por Hermann Harms y publicado en Botanische Jahrbücher für Systematik, Pflanzengeschichte und Pflanzengeographie 30: 87. 1901.
Etimología
Schefflerodendron: nombre genérico  

## Especies aceptadas
A continuación se brinda un listado de las especies del género Schefflerodendron aceptadas hasta mayo de 2015, ordenadas alfabéticamente. Para cada una se indica el nombre binomial seguido del autor, abreviado según las convenciones y usos.	

## Especies
- Schefflerodendron adenopetalum Harms
- Schefflerodendron gabonense Pellegr.
- Schefflerodendron gazense Baker.
- Schefflerodendron usambarense Harms